# 원주어리랑보존회(보유단체)
원주어리랑보존회(보유단체)는 강원특별자치도 원주시 개운동에 있다. 2016년 11월 5일 원주시의 향토문화유산 제2016-3호로 지정되었다.

## 지정 사유
2003년 영서소리보존연구회로 창립하여 2012년 원주어리랑보존회로 명칭을 바꿔 활동하고 있으며 사라져가는 지역의 토속민요를 살리기위한 발걸음을 이어가고 있다. 2011년2012년 연속하여 강원경연대회 우수상을 차지하며 원주어리랑 보존회의 가치를 입증하고 있다.

## 같이 보기
- 원주어리랑 종목 - 원주시 향토문화유산 제2015-1호, 2015년 7월 1일 지정
- 원주어리랑 예능보유자 남강연 - 원주시 향토문화유산 제2019-1호, 2019년 12월 2일 지정